# Ditzrod

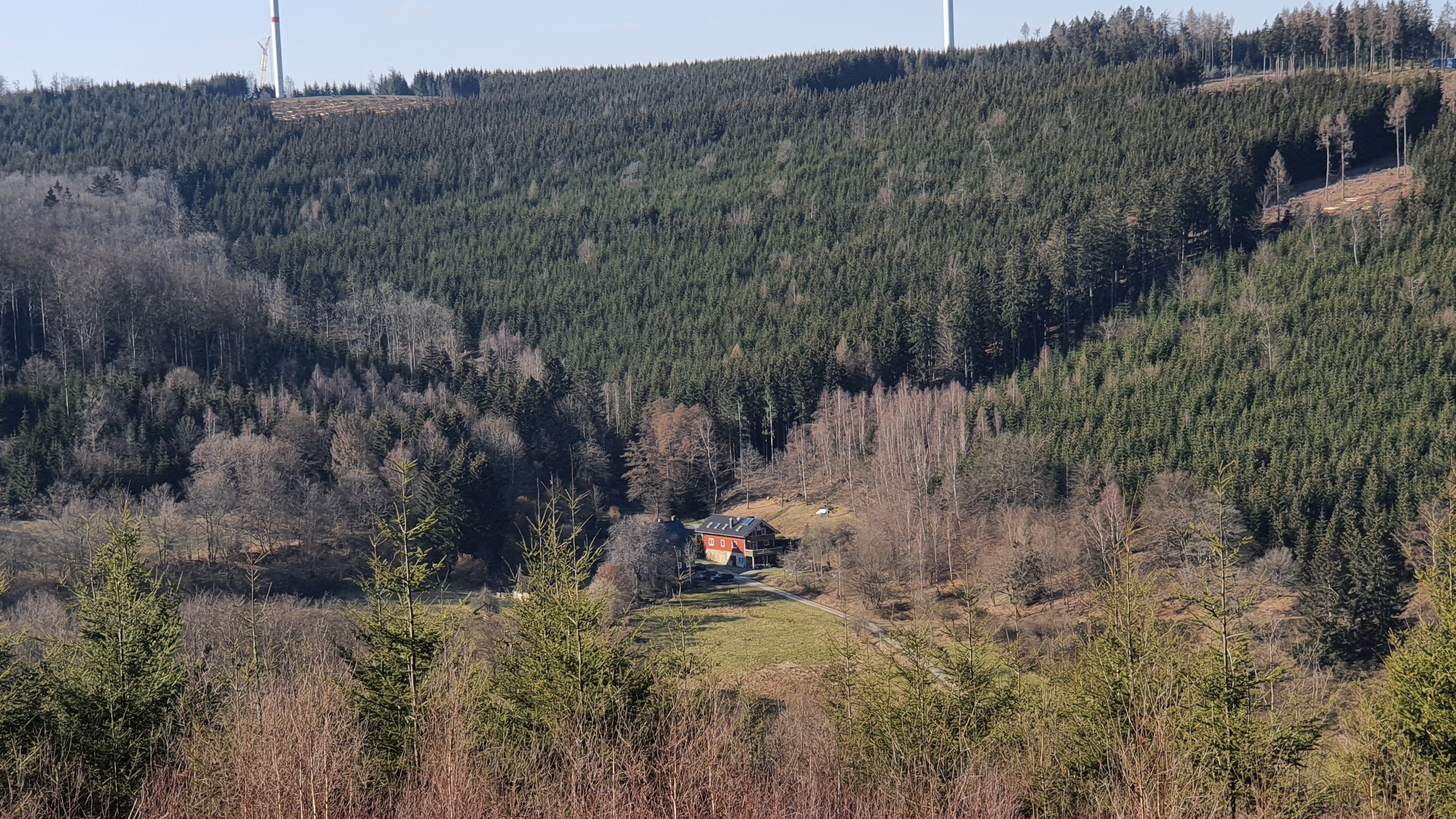
Ditzrod vom Görzberg aus gesehen, im Hintergrund Grahberg und Winterkasten

Ditzrod (auch Ditzroth) ist eine Einzelsiedlung im Stadtgebiet von Bad Laasphe im Kreis Siegen-Wittgenstein (Nordrhein-Westfalen). Ditzrod liegt auf der Gemarkung von Hesselbach und ist über einen Abzweig über die Kreisstraße 36 zu erreichen. In der Nähe liegt das Naturschutzgebiet Wahbachtal. Von dem Gut aus werden Jagdtouren veranstaltet und der umliegende Privatforst verwaltet. Es befindet sich im Besitz der Familie Sayn-Wittgenstein.

## Geschichte
Im Jahre 1307 verkauften die Herren von Breidenbach ihre grundherrlichen Rechte in fünf Dörfern, darunter in Ditesroide, an die Grafen Widekind und Werner von Wittgenstein. Im Jahr 1810 wird Dizrod in der Grafschaft Wittgenstein als „ein Herrschaftliches Vorwerk“ beschrieben.